# Pennskaftet
Pennskaftet är en roman från 1910 av den svenska författaren Elin Wägner. Romanen väckte stor uppståndelse när den gavs ut, och gavs ut i flera upplagor på bara ett år. 1916 hade romanen sålt i 18 000 exemplar, vilket var ovanligt mycket vid den tiden.  
Recensenter som Klara Johansson och Else Kleen hyllade romanen, och den fick Bo Bergman att kalla Wägner en av samtidens största stilister. Fredrik Böök menade emellertid att det konstnärliga fick stå tillbaka för det politiska.  
Litteraturvetaren Helena Forsås-Scott har kallat romanen för "Den Svenska Rösträttsromanen", och Horace Engdahl menar att det är den första svenska romanen om den nya kvinnan.  

## Kontext

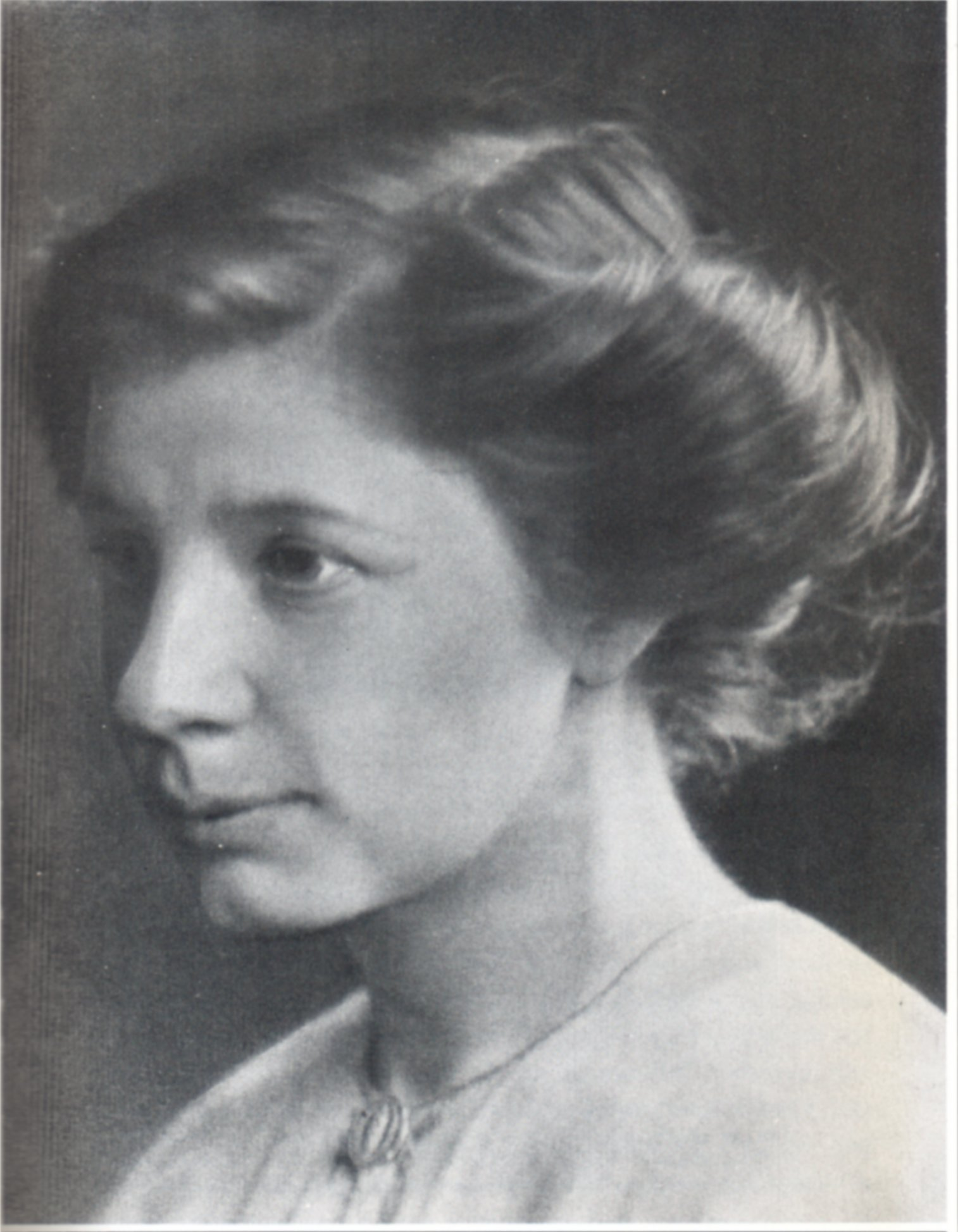
Elin Wägner 1911. Hon var en av dåtidens nya kvinnliga journalister, och kvinnliga journalister står i centrum för handlingen i Pennskaftet.

Efter sekelskiftet 1900 fick Sverige några mer välkända kvinnliga journalister, bland andra Hedvig af Petersens (Aftonbladet), Anna Stina Rydell (Dagens Nyheter), Ellen Rydelius (Svenska Dagbladet), Elin Brandell (Dagens Nyheter) och Else Kleen (Dagens Nyheter). 1908 började Wägner arbeta på Dagens Nyheter. Horace Engdahl konstaterar i sitt förord till klassikerutgåvan 2003 att "romanen har sin bakgrund i de verkliga pennskaftens erövring av offentligheten, som Elin Wägner själv var med om under sina år som journalist."

## Handling
Romanen handlar om den kvinnliga journalisten Barbro Magnus ("Pennskaftet") som snart blir en glödande anhängare av kvinnlig rösträtt samt hennes romans med den unge arkitekten Dick Block. Det unga paret har inte pengar för att gifta sig. Hon bryter mot tidens konvenanser genom att en tid bo i en sommarstuga tillsammans med sin fästman, utan övervakning av någon äldre kvinnlig släkting. "Pennskaftet" lär också känna den unga lärarinnan Cecilia Bech som också dragits in i rösträttsrörelsen och fått något att leva för.

## Mottagande

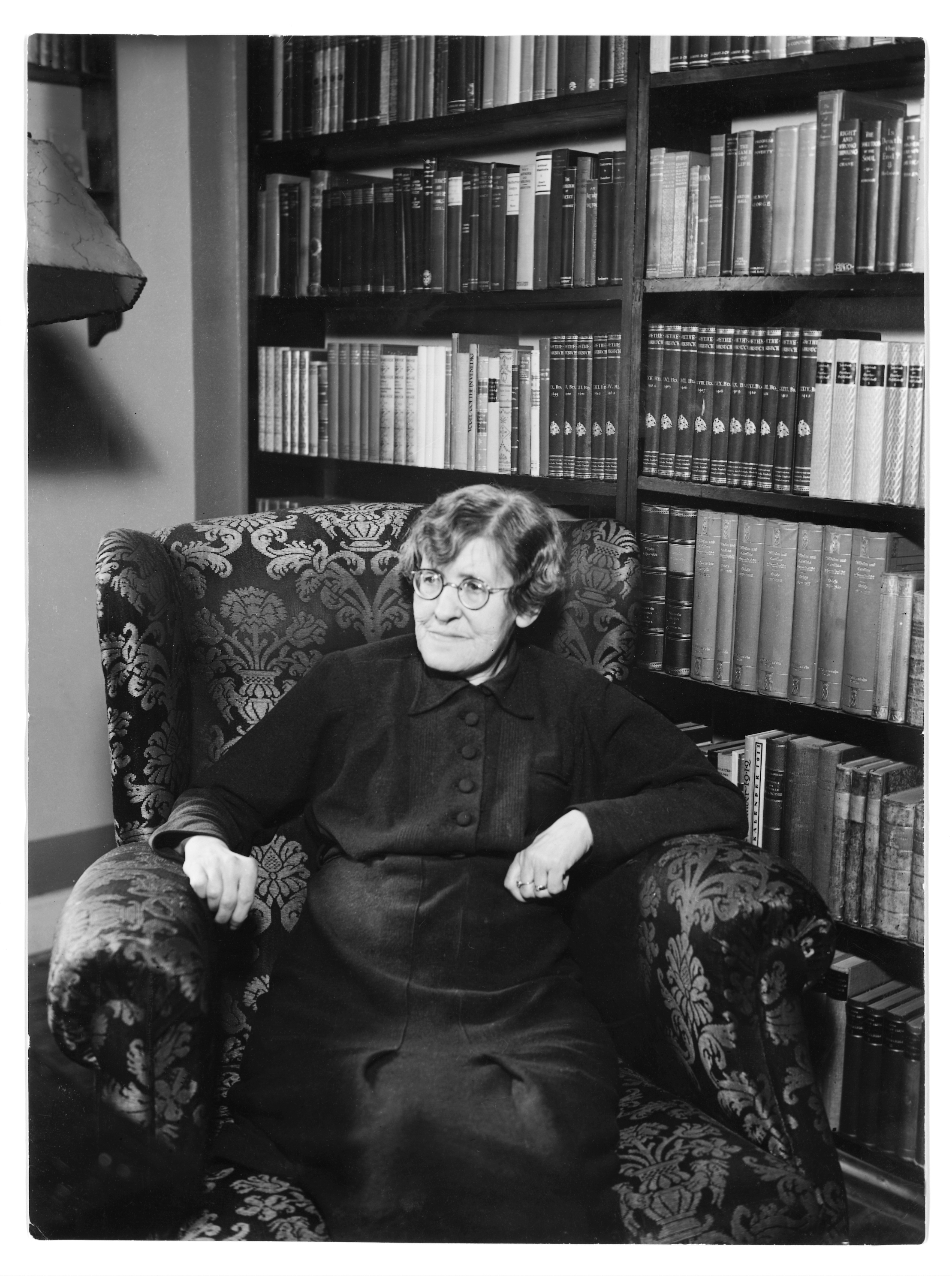
Klara Johansson hyllade romanen, inte minst för hur sanningsenligt den skildrade kvinnor och kvinnors situation under 1900-talets första årtionde.

Romanen blev en försäljningssuccé, och inom loppet av ett drygt år hade sex upplagor av romanen kommit ut. 1916 hade romanen sålt i 18 000 exemplar, vilket under 1910-talet var en ovanligt hög siffra.
Något som skulle kunna förklara den uppmärksamhet romanen fick var den sexuella moral som förespråkas i romanen: en ung ogift kvinna kan mycket väl ha ett sexuellt förhållande med en man bara hon är förälskad. Romanen tar också upp prostitutionen i Stockholm: "Pennskaftet" övertar en lägenhet efter en ung prostituerad, Klara, och blir därefter uppvaktad av Klaras kunder. Det är möjligt att Wägners syn på sexualmoralen kan ha påverkats av Ellen Key som hävdade att kärlek var viktigare än vigselbevis. Key tyckte att Pennskaftet var en "modig mycket mångsidig och levande, rolig och tänkvärd bok", men menade att Wägner hade låtit Pennskaftet "sätta det sekundära före det primära", i betydelsen att Pennskaftet, romanens huvudfigur, hade ägnat för mycket tid åt kampen för kvinnlig rösträtt och för lite tid åt sin kärlek Dick. I samma anda varnade hon Wägner för att behandla sin egen nyblivne make John Landquist på samma sätt.
Flera samtida recensenter lyfte fram hur Pennskaftet bröt mot tidigare stereotypa skildringar av kvinnor i litteraturen. Klara Johanson konstaterade exempelvis att huvudfiguren Pennskaftet "är en riktig människa. [...] Livsvarm och ivrig kommer hon direkt från sitt reporterspring rusande in i romanen." Gertrud Almqvist jämförde i en recension i Idun Pennskaftet med den linje som Wägner argumenterade för i sin uppmärksammade artikel "Gammal och ny moral" som trycktes i Idun i februari 1909. I enlighet med det konstaterar Almqvist att den kärlekshistoria som skildras mellan Pennskaftet och Dick i romanen "kommer att göra det klart för mer än en, att det är just sanningen, en kvinnas sanning mot sig själv och mot andra, som blir renhetens räddning."
Romanen har setts som en central skildring av kampen för rösträtt i Sverige. Else Kleen menade i Gefle Dagblad att romanen är "den första svenska verkligt litterära och sannfärdiga kvinnosaksromanen." Fredrik Böök menade dock att det konstnärliga fick stå tillbaka för det politiska, något exempelvis även Bo Bergman höll med om, även om han också framhöll Wägner som en av samtidens skickligaste stilister. Romanen väckte inte bara uppskattning bland rösträttskvinnor. Ann Margret Holmgren är ett exempel på en rösträttskvinna som i brev framhöll att hon såg skildringen av kärleksförhållandet mellan Pennskaftet och Dick som skadlig för rösträttsrörelsen.

## Utgåvor och översättningar
Pennskaftet gavs första gången ut 1910. På ett kort år kom sex upplagor av romanen ut. Under 1920-talet gavs ett antal upplagor ut av romanen. 1950 gavs romanen ut tillsammans med Norrtullsligan i första volymen av Wägners Valda skrifter, som redigerades av Holger Ahlenius. Proprius förlag gav ut ytterligare en nyutgåva 1969. 1980 gavs den ut i bokserien En bok för alla med ett förord av Barbro Alving.
1911 översattes romanen till danska, 1912 till ryska och 1914 till tyska. På tyska fick romanen titeln Schreibliesel ("Skriv-Liesel"). 1918 gavs en andra utgåva av romanen ut på tyska, men då i stället med titeln Kämpfende Frauen ("Kämpande kvinnor"). Förordet till Kämpfende Frauen var skrivet av Ellen Key. 1979 gavs en nyöversättning av romanen ut på danska.

## Arv
Horace Engdahl har kallat Pennskaftet för Sveriges första roman om den nya kvinnan, en typ av romaner som hade slagit igenom i England under 1890-talet. Denna typ av romaner behandlade inte bara rösträtten, utan även sexualmoral och frågor om manlighet och kvinnlighet. Därigenom väckte de också mycket debatt. Med tematik som kärlek, yrkesliv och vänskap mellan kvinnor kunde den nya kvinnans romaner, med Pennskaftet som första svenska exempel, också skildra kvinnor "inte främst i relation till män utan lika mycket, om inte mer, i relation till andra kvinnor."
Helena Forsås-Scott har kallat romanen för "Den Svenska Rösträttsromanen", och menar att den väldigt väl skildrar de faktiska händelseförloppen i samband med den kvinnliga rösträttsrörelsen under årtiondet 1900-talets slut.